# 박수창
박수창(1989년 6월 20일 ~ )은 대한민국의 축구 선수이며 포지션은 미드필더이다.

## 축구인 경력

### 선수 경력
2012년 K리그 신인 드래프트에서 4순위로 지명되어 대구 FC에 입단하였다.
2013년 충주 험멜로 이적하였다. 2013 K리그 올스타전 팀 챌린지 미드필더 부문 후보에 올랐다.
2014년 제주 유나이티드로 이적하였다. 2014년 9월 6일 제주월드컵경기장에서 열린 K리그 클래식 24라운드 전남 드래곤즈와의 홈 경기에서 혼자서 4골 1도움을 올리는 맹활약을 펼치면서 6-2 대승을 견인하였으며, K리그 최초로 전반전에만 4골을 기록하는 진기한 기록을 세웠다.
2015 시즌을 마치고 군 복무를 위해 상주 상무에 입단하였다.
2018시즌을 앞두고 K리그2의 대전 시티즌에 입단했다. 2018년 3월 11일에 열린 안산 그리너스와의 경기에서 대전 입단 후 첫골을 터뜨렸다.
2020시즌을 앞두고 K3리그의 김해시청 축구단에 입단했다. 2020시즌 7월 여름 이적시장에서 k3 김포시민축구단으로 팀을 이적했다.